# Сикора (льодовик)
Сико́ра — невеликий льодовик на східному узбережжі Землі Серкапп, яка лежить на півдні острова Західний Шпіцберген в архіпелазі Шпіцберген, що належить Норвегії. Його довжина 6,7 км. Назву одержав у 1901 році на честь російського і чеського астронома Йозефа Сикори, учасника російсько-шведської градусної експедиції на Шпіцберген (1899–1901).

## Інтернет-посилання
- ДРБАЛ А. Відомий російський і чеський астроном Йозеф Сикора (1870—1944) // Сучасні досягнення геодезичної науки і виробництва: Збірник наукових праць Західного геодезичного товариства УТГК (Львів). — ISSN 0130-1039. — 2012. — Вип. II (24). — С. 20-26
- ЛЬОДОВИК «СИКОРА» на фотографії Claudio Pedrazzi, 2006 (англ.)
- LODOWCE HAMBERGBREEN I SYKORABREEN (Wschodnie wybrzeże Spitsbergenu)[недоступне посилання з травня 2019] (пол.)
- Інтерактивна карта Свальбарду (Шпіцбергена) / Норвезький полярний інститут (норв.)